# Motherwell Football Club
Pour les articles homonymes, voir Motherwell.
Maillots
Actualités
Le Motherwell FC est un club de football écossais, fondé en 1886 et basé à Motherwell dans le North Lanarkshire, qui évolue en Scottish Premiership.

## Histoire

### Les premières années
En 1886, deux équipes amateures basées à Motherwell - Glencairn FC et Alpha FC - sont invitées à faire une sélection des deux effectifs afin de rencontrer leurs homologues de Glasgow. Cette équipe recomposée participe à un tournoi de charité, et finit par être créée officiellement le 17 mai 1886 et est nommée Motherwell Football Club - gagnant son premier match contre Hamilton Academical 3 buts à 2. Le club utilise le terrain de l'Alpha FC pendant les trois premières années, avant que le développement résidentiel le force à évoluer dans les Airbles, un district de la ville. De 1891 à 1893, le club participe à la Scottish Football Federation. En 1893, l'assemblée générale du club décide que le club deviendrait professionnel ; cette année-là, il est inscrit à la Scottish Football League, et est l'un des dix clubs admis au championnat de deuxième division écossais pour la saison 1893-1894. En 1896, le club déménage encore, pour son site actuel le Fir Park Stadium. Après dix saisons en deuxième division, Motherwell finit second du championnat lors de la saison 1902-1903, et est promu en Scottish Premierleague, l'année où elle passe de douze à quatorze clubs, en 1903. La couleur du club est, au départ, le bleu, bien qu'elle change pour ses couleurs actuelles : jaune orangé et rouge sang lors de la saison 1912-1913.

### Les succès des années 1920 et 1930
Motherwell connaît une période de succès à la fin de la Première Guerre mondiale, entraîné par John Hunter. Le club finit troisième de la saison 1919-1920 - et bien qu'évitant de justesse la relégation lors de la saison 1924-1925, il s'est bien ressaisi et finit sept fois consécutives dans les trois premiers. En 1927, Motherwell remporte la Coupe du roi espagnole. Il s’agissait d’une édition spéciale avec Swansea,Motherwell et le Real Madrid.
Le premier et seul titre de champion à ce jour[Quand ?] pour Motherwell date de la saison 1931-1932 - avec 30 victoires en 38 matchs, marquant 119 buts - avec un record de 52 buts pour le seul Willie MacFadyen, qui reste à ce jour[Quand ?] le meilleur buteur de l'histoire du club avec 251 buts. Motherwell dispute aussi trois finales de Coupe d'Écosse durant cette période - 1931, 1933 et 1939, toutes perdues.

### L'après-guerre

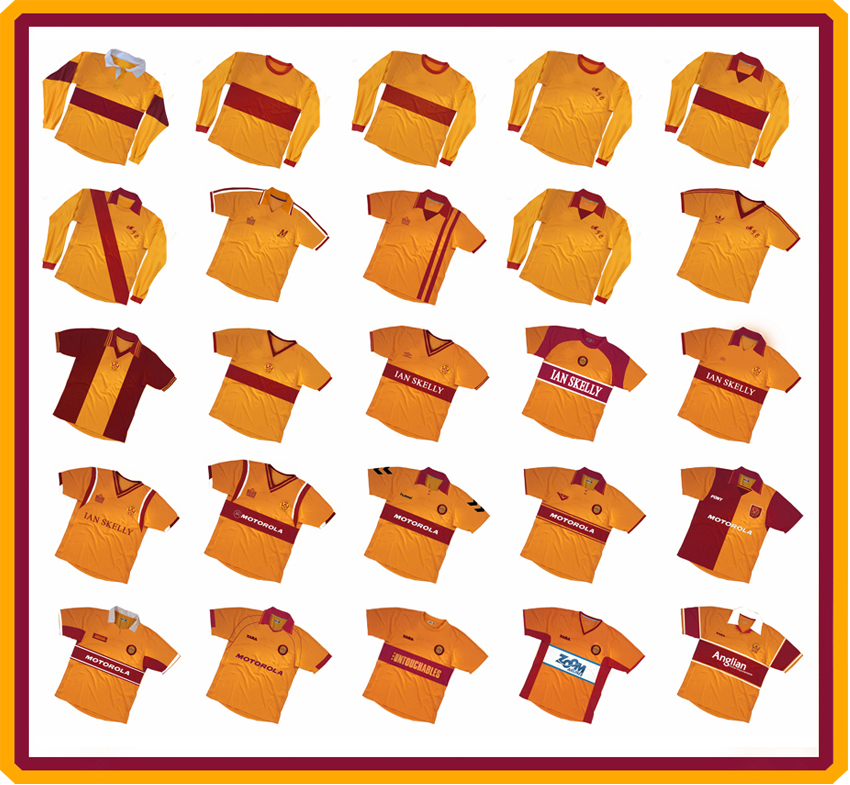
Montage montrant tous les maillots successifs du Motherwell FC de 1935 à 2006

Après l'arrêt du championnat dû à la Seconde Guerre mondiale, le club ne connaît pas le succès immédiatement, bien qu'il gagne son deuxième titre majeur avec la Coupe de la ligue écossaise en 1950 - et son troisième avec la coupe d'Écosse en 1952. Malgré tout, la première relégation de l'histoire du club arrive lors de la saison 1952-1953, mais le club réussit à remonter l'année suivante. À la suite de la remontée, Bobby Ancell prend en charge la présidence du club en [1955 et connaît une ère de grands joueurs de l'Écosse comme Ian St. John et Charlie Aitken. Cependant, Motherwell est incapable de garder ses bons éléments - Ian St. John notamment qui est vendu à Liverpool FC contre une grosse indemnité de transfert - et aucun trophée n'est gagné durant l'ère Ancell, avec comme conclusion la démission de celui-ci en 1965 et la relégation du club lors de la saison 1967-1968.

### La renaissance des années 1970 et l'ère McLean
Motherwell remonte immédiatement en première division lors de la saison 1968-1969, et garde durant les années suivantes une place de milieu de tableau. Quand la première division passe de 18 à 10 clubs lors de la saison 1975-1976, Motherwell finit quatrième, mais ne peut se maintenir que brièvement. Durant le début des années 1980, Motherwell connaît deux descentes et remontées, avant une décennie de succès sous le management de Tommy McLean dont le point culminant est la victoire en coupe d'Écosse en 1991. Cependant, comme à la fin des années 1950, les internationaux écossais de Motherwell - dont Tom Boyd - sont vendus.

### Les ennuis financiers

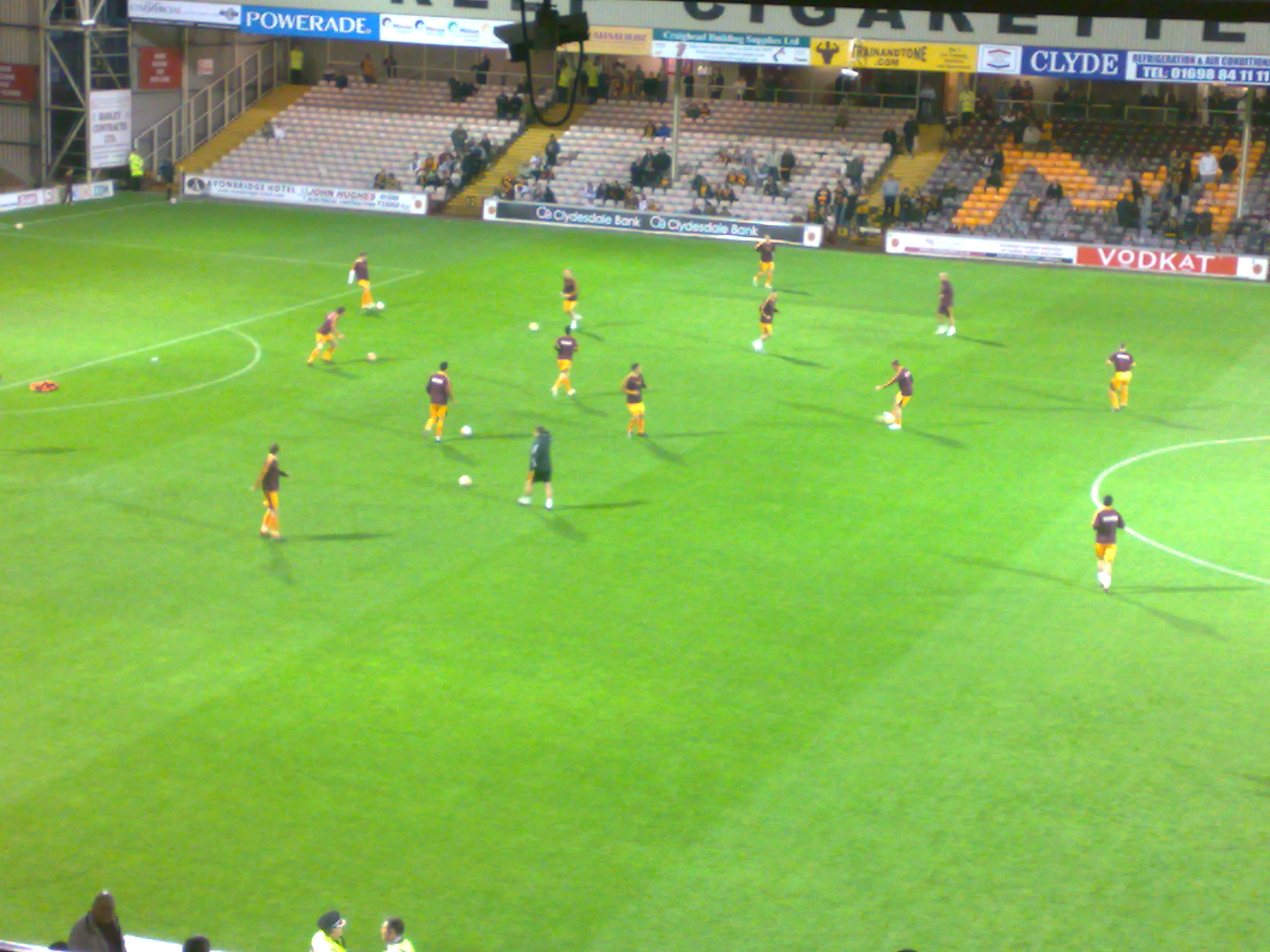
Motherwell à l'entraînement avant le match de coupe contre Hamilton

Après le départ de Tommy McLean pour Hearts en 1994, la plupart de l'effectif change ; en particulier, une grosse indemnité de transfert est payée par le Celtic FC pour Phil O'Donnell. Beaucoup de cet argent est réinvesti dans l'équipe, pendant que le club connaît différents managers comme Alex McLeish et Harri Kampman. À ce moment, en 1997, John Boyle achète le club et met en place Billy Davies comme manager. Davies paye d'importantes indemnités de transferts et de salaires pour un nombre important de joueurs incluant d'anciens internationaux écossais comme John Spencer et Andy Goram. Cependant cet investissement ne donne de résultats au départ, et à la fin du mandat de Davies, la situation financière du club est mauvaise. Eric Black est brièvement à la tête du club mais flirte toujours avec la zone de relégation avant d'être placé dans l'administration du club en avril 2002 avec des pertes estimées à 3 000 000 d'euros par an. Black démissionne, et est remplacé par Terry Butcher. Les perspectives du club restent floues du fait qu'il doit se libérer de ses joueurs les mieux payés et les remplacer par de jeunes joueurs ; Boyle met aussi le club en vente. La relégation lors de la saison 2002-2003 - normalement automatique après une dernière place en championnat - est évitée grâce à une faute technique, car Falkirk, le champion de deuxième division n'a pas un stade aux normes afin de jouer en première division.

### L'émergence de l'administration
En dépit du manque de ressources, Butcher est capable de trouver un certain nombre de jeunes joueurs talentueux pour évoluer au club ; de plus, quand beaucoup d'entre eux partent , comme Stephen Pearson et James McFadden, ils rapportent au club des indemnités de transfert non négligeables, et avec John Boyle comblant la dette du club personnellement, son contrat s'achève sur le plan financier lors de la saison 2004-2005 avec des pertes annuelles parmi les plus basses de la première division écossaise. Sur le terrain aussi, le club réussit à atteindre la finale de la coupe de la Ligue, bien que logiquement battu par les Rangers FC. Butcher prend la présidence du club de Sydney à la fin de la saison 2005-2006, et est remplacé par son adjoint, Maurice Malpas. Le mandat de Malpas ne dure qu'une saison puisqu'il démissionne en mai 2007. Après une courte période sous la présidence de Scott Leitch, Mark McGhee prend le relai.

## Palmarès et records

### Palmarès
| Compétitions nationales | Compétitions internationales |
| - Championnat d'Écosse (1) : - Champion : 1932. - Vice-champion : 1927, 1930, 1933, 1934, 1995, 2013. - Championnat d'Écosse de deuxième division (4) : - Champion : 1954, 1969, 1982 et 1985. - Vice-champion : 1895 et 1903. - Coupe d'Écosse (2) - Vainqueur : 1952 et 1991. - Finaliste : 1931, 1933, 1939, 1951, 2011, 2018 - Coupe de la Ligue (1) : - Vainqueur : 1951. - Finaliste : 1955 et 2018. - Summer Cup (2) : - Vainqueur : 1944 et 1965. - Southern League Cup (1) : - Finaliste : 1945 - Scottish Qualifying Cup (1) : - Vainqueur : 1902. - Finaliste : 1896 et 1901. - Glasgow and West of Scotland League (1) : - Vainqueur : 1903. - Lanarkshire League (1) : - Vainqueur : 1899. - Tennents' Sixes (3) : - Finaliste : 1988, 1989 et 1991 |                              |

### Records et statistiques
Le club a gagné quatre trophées majeurs dans son histoire ; le championnat en 1931-1932, la Coupe d'Écosse en 1952 et 1991, et la Coupe de la ligue écossaise en 1950. De plus, il a été champion de deuxième division à quatre reprises : 1953-1954, 1968-1969, 1981-1982 et 1984-1985.
Bob Ferrier détient le record du nombre d'apparitions sous le maillot de Motherwell, avec 626 pendant l'entre-deux-guerres. Le record du nombre de buts marqués pour le club est détenu par Hughie Ferguson, qui a marqué 311 buts dont 284 en championnat pendant 10 saisons dans les années 1910 et 1920. Les 52 buts de Willie MacFadyen pendant la saison du titre en 1931-1932 restent le record du club (et du pays) pour le nombre de buts en une saison.
Fir Park a une capacité de 13 742 spectateurs à cause des normes de sécurité. La moyenne d'affluence pour la saison 2016-2017 était de 4 486 spectateurs. Le record d'affluence du club pour un match à domicile est de 35 632 spectateurs, contre les Rangers durant un quart de finale de coupe d'Écosse, le 12 mars 1952.
L'indemnité de transfert record payée par le club, l'a été à Everton pour John Spencer en 1999 (560 000 €) et la plus grande reçue le fut pour Phil O'Donnell pour son transfert au Celtic en 1994 (2 000 000 €). O'Donnell revint par la suite au club.
Le 29 décembre 2007, un drame frappe le club : le capitaine de l'équipe, Phil O'Donnell, meurt à la suite d'un malaise cardiaque sur le terrain lors d'un match de championnat face à Dundee United.

### Bilan européen
Note : dans les résultats ci-dessous, le score du club est toujours donné en premier.
| Saison    | Compétition             | Tour                | Club                 | Domicile | Extérieur | Total             |
| --------- | ----------------------- | ------------------- | -------------------- | -------- | --------- | ----------------- |
| 1991-1992 | Coupe des coupes        | Seizièmes de finale | GKS Katowice         | 3 - 1    | 0 - 2     | 3 - 3E            |
| 1994-1995 | Coupe UEFA              | Tour préliminaire   | HB Torshavn          | 3 - 0    | 4 - 1     | 7 - 1             |
| 1994-1995 | Coupe UEFA              | Premier tour        | Borussia Dortmund    | 0 - 2    | 0 - 1     | 0 - 3             |
| 1995-1996 | Coupe UEFA              | Tour préliminaire   | MyPa-47              | 1 - 3    | 2 - 0     | 3 - 3E            |
| 2008-2009 | Coupe UEFA              | Premier tour        | AS Nancy-Lorraine    | 0 - 2    | 0 - 1     | 0 - 3             |
| 2009-2010 | Ligue Europa            | Premier tour Q      | Llanelli AFC         | 0 - 1    | 3 - 0     | 3 - 1             |
| 2009-2010 | Ligue Europa            | Deuxième tour Q     | Flamurtari Vlorë     | 8 - 1    | 0 - 1     | 8 - 2             |
| 2009-2010 | Ligue Europa            | Troisième tour Q    | Steaua Bucarest      | 1 - 3    | 0 - 3     | 1 - 6             |
| 2010-2011 | Ligue Europa            | Deuxième tour Q     | Breiðablik Kópavogur | 1 - 0    | 1 - 0     | 2 - 0             |
| 2010-2011 | Ligue Europa            | Troisième tour Q    | Aalesunds FK         | 3 - 0    | 1 - 1     | 4 - 1             |
| 2010-2011 | Ligue Europa            | Barrages Q          | Odense BK            | 0 - 1    | 1 - 2     | 1 - 3             |
| 2012-2013 | Ligue des champions     | Troisième tour Q    | Panathinaïkos        | 0 - 2    | 0 - 3     | 0 - 5             |
| 2012-2013 | Ligue Europa            | Barrages Q          | Levante UD           | 0 - 2    | 0 - 1     | 0 - 3             |
| 2013-2014 | Ligue Europa            | Troisième tour Q    | Kouban Krasnodar     | 0 - 2    | 0 - 1     | 0 - 3             |
| 2014-2015 | Ligue Europa            | Deuxième tour Q     | Stjarnan             | 2 - 2    | 2 - 3     | 4 - 5             |
| 2020-2021 | Ligue Europa            | Premier tour Q      | Glentoran FC         | 4 - 0    | N/A       | 4 - 0             |
| 2020-2021 | Ligue Europa            | Deuxième tour Q     | Coleraine FC         | N/A      | 2 - 2 ap  | 2 - 2 (3 - 0 tab) |
| 2020-2021 | Ligue Europa            | Troisième tour Q    | Hapoël Beer-Sheva    | N/A      | 0 - 3     | 0 - 3             |
| 2022-2023 | Ligue Europa Conférence | Deuxième tour Q     | Sligo Rovers         | 0 - 1    | 0 - 2     | 0 - 3             |

Légende
- Victoire ou qualification pour le tour suivant
- Match nul
- Défaite ou élimination de la compétition

## Joueurs et personnalités du club

### Entraîneurs
Le tableau suivant présente la liste des entraîneurs du club depuis 1911.
| Rang | Nom                  | Période   |
| ---- | -------------------- | --------- |
| 1    | John "Sailor" Hunter | 1911-1946 |
| 2    | George Stevenson     | 1946-1955 |
| 3    | Bobby Ancell         | 1955-1965 |
| 4    | Bobby Howitt         | 1965-1973 |
| 5    | Ian St. John         | 1973-1974 |
| 6    | Willie McLean        | 1974-1977 |
| 7    | Roger Hynd           | 1977-1978 |
| 8    | Ally MacLeod         | 1978-1981 |
| 9    | David Hay            | 1981-1982 |
| 10   | Jock Wallace         | 1982-1983 |

| Rang | Nom                                 | Période              |
| ---- | ----------------------------------- | -------------------- |
| 11   | Bobby Watson                        | 1983-1984            |
| 12   | Tommy McLean                        | 1984-1994            |
| 13   | Alex McLeish                        | juil. 1994-fév. 1998 |
| 14   | Harri Kampman                       | fév. 1998-oct. 1998  |
| 15   | Billy Davies                        | oct. 1998-sept. 2001 |
| 16   | John Philliben & Miodrag Krivokapić | sept. 2001-oct. 2001 |
| 17   | Eric Black                          | oct. 2001-juin 2002  |
| 18   | Terry Butcher                       | avril 2002-mai 2006  |
| 19   | Maurice Malpas                      | mai 2006-juin 2007   |

| Rang | Nom              | Période              |
| ---- | ---------------- | -------------------- |
| 20   | Mark McGhee      | juil. 2007-juin 2009 |
| 21   | Jim Gannon       | juin 2009-déc. 2009  |
| 22   | Craig Brown      | déc. 2009-déc. 2010  |
| 23   | Gordon Young     | déc. 2010            |
| 24   | Stuart McCall    | janv. 2011-nov. 2014 |
| 25   | Kenny Black      | nov. 2014-déc. 2014  |
| 26   | Ian Baraclough   | déc. 2014-sept. 2015 |
| 27   | Stephen Craigan  | sept. 2015-oct. 2015 |
| 28   | Mark McGhee      | oct. 2015-fév. 2017  |
| 29   | Stephen Robinson | mars 2017-           |

### Joueurs emblématiques
- Tom Boyd
- David Clarkson
- Alfie Conn, Jr.
- Davie Cooper
- Jimmy Crapnell
- Andy Dow
- Hughie Ferguson
- Alex Forsyth
- Tom Forsyth
- Andy Goram
- Steven Hammell
- Paul Lambert
- Keith Lasley
- Willie MacFadyen
- Brian Martin
- Gary McAllister
- Joe McBride
- Peter McCloy
- Ross McCormack
- Lee McCulloch
- James McFadden
- Stephen McManus
- Phil O'Donnell
- Stephen Pearson
- Willie Pettigrew
- Willie Redpath
- Mark Reynolds
- Billy Ritchie
- Maurice Ross
- Bobby Russell
- John Spencer
- Ian St. John
- George Stevenson
- Michael Higdon
- Lukas Jutkiewicz
- Louis Moult
- John Ruddy
- John Sutton
- Tommy Coyne
- Darren Randolph
- George Best
- Stephen Craigan
- Scott McDonald
- Miodrag Krivokapić